# あした逢う人
『あした逢う人』は、1962年8月20日に ビクターより発売された橋幸夫の25枚目のシングルである（VS-837）。同名の映画「あした逢う人」が制作され、その主題歌となっている（後述）。

## 概要
- 作詞は佐伯孝夫、作曲は吉田正で、橋の両恩師による楽曲である。
- 60年7月『潮来笠』でデビューした橋は、その年は5枚、翌61年には11枚、3年目となる本62年は13枚のシングルを矢継ぎ早にリリースしている。
- また、従来股旅物・時代歌謡が大半であったのに対して、この年からは1月の『江梨子』で青春歌謡路線にも進出し、現代調の楽曲が増加、本楽曲『あした逢う人』もこの現代調の青春歌謡路線に沿ったものである。尚、この年秋には『いつでも夢を』をリリースし、レコード大賞を受賞、青春歌謡路線も定着させている。
- 佐伯の詩は「エルムの梢　時計台　永久に輝く　北斗星」で始まり、これを吉田が叙情的メロディに仕上げて、映画の冒頭で北海道の雄大な景色にかぶせている[2]。
- c/w曲の『すずらん娘』も佐伯、吉田の作品で、同じく映画の主題歌となっている。橋の楽曲のなかで、花の名前が使用されているのは本楽曲のみである。映画では共演の三条江梨子と二人きりとなったシーンで橋が唄うほか、映画のラスト近くのスポーツカーでの疾走シーンでも唄われている。歌詞も「スポーツカーで二人きり　山脈（やまなみ）仰ぎとばしたい」とあり、橋は、「あのシーンは、トラックに積み込んだスポーツカーに乗ってプレスコの歌に合わせて口を動かしていた」と明かしている[3]。

## 収録曲
1. あした逢う人
作詞：佐伯孝夫、作・編曲：吉田正
2. すずらん娘
作詞：佐伯孝夫、作・編曲：吉田正

## 収録アルバム
- LP盤にあるが、近年のCD盤への収録は少ない
  - LP『橋幸夫傑作集第6集』（1963年、LV-301）
  - LP『橋幸夫ヒットソング集第2集』（1963年、SLV37）
  - LP『橋幸夫ゴールデンヒットアルバム第1集』（1965年、JV166-167）
  - CD『歌の架け橋～橋幸夫45周年記念』(2005年、VICL-61843～5）
- CD-BOXでの収録は以下のとおり。
  - 『橋幸夫大全集』1993/9　Disc2

## 映画
- 本作を主題歌とする「あした逢う人」（大映京都）が本郷功次郎、橋幸夫、叶順子、三条江梨子、共演で制作され、1962年9月16日に公開された。本郷、橋、叶の共演は前年11月公開の「明日を呼ぶ港」以来となる。カラー1時間29分。監督は井上芳夫[4]。橋の大映での最後の映画となっている。
- 橋の役は、ボクシングの得意な高校三年生の藤川民夫役。三条（西原則子役）とともに、それぞれの姉時江（叶）、兄西原圭介（本郷）の恋のキューピット役を演じる内容。